# ایوانا اسلیپشویچ
ایوانا اسلیپشویچ (انگلیسی: Ivana Slipčević؛ زادهٔ ۲۳ اوت ۱۹۹۸) بازیکن فوتبال اهل کرواسی است.
از باشگاه‌هایی که در آن بازی کرده‌است می‌توان به باشگاه فوتبال زنان بایرن مونیخ اشاره کرد.
وی همچنین در تیم ملی فوتبال زنان کرواسی بازی کرده‌است.